# Eurydinotomorpha grandis
Eurydinotomorpha grandis är en stekelart som beskrevs av Girault 1915. Eurydinotomorpha grandis ingår i släktet Eurydinotomorpha och familjen puppglanssteklar. Inga underarter finns listade i Catalogue of Life.